# Godfrey Grayson
Godfrey Grayson est un réalisateur britannique né le 2 août 1913 et mort le 1er juin 1998.

## Filmographie

### Cinéma
- 1949 : Dick Barton Strikes Back
- 1949 : Doctor Morelle (en)
- 1949 : The Adventures of P.C. 49: Investigating the Case of the Guardian Angel
- 1949 : Meet Simon Cherry
- 1950 : Room to Let
- 1950 : Dick Barton at Bay
- 1950 : What the Butler Saw (en)
- 1950 : The Lady Craved Excitement
- 1951 : To Have and to Hold
- 1953 : La Galerie du mystère (en) (The Fake)
- 1957 : Black Ice
- 1959 : Innocent Meeting (en)
- 1959 : High Jump (en)
- 1959 : Date at Midnight (en)
- 1959 : Woman's Temptation (en)
- 1960 : The Spider's Web
- 1960 : Escort for Hire (en)
- 1960 : An Honourable Murder (en)
- 1961 : So Evil, So Young (en)
- 1961 : The Pursuers
- 1962 : Design for Loving (en)
- 1962 : The Durant Affair (en)
- 1962 : The Lamp in Assassin Mews (en)
- 1962 : The Battleaxe
- 1962 : She Always Gets Their Man (en)

### Télévision
- 1956 : ITV Television Playhouse, série télévisée (1 épisode)
- 1959 : The Vise, série télévisée (2 épisodes)
- 1960 : The Man from Interpol (en), série télévisée (12 épisodes)
- 1960-1962 : The Cheaters, série télévisée (5 épisodes)
- 1961 : Kraft Mystery Theater, série télévisée (1 épisode)